# Kościół Świętej Rodziny w Królewcu

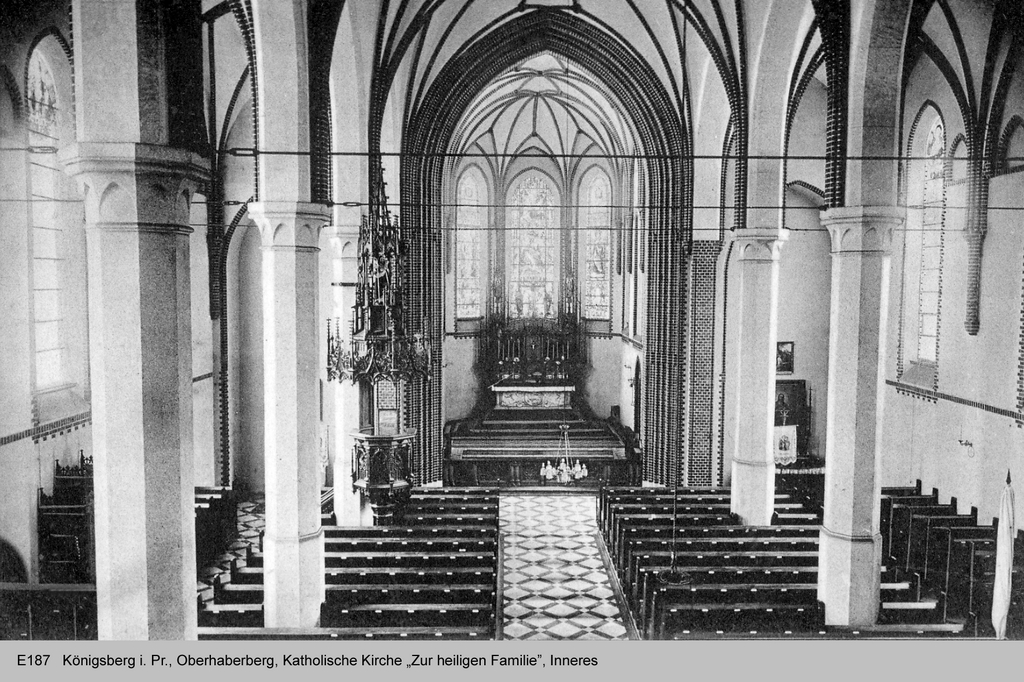
Wnętrze kościoła na starej pocztówce

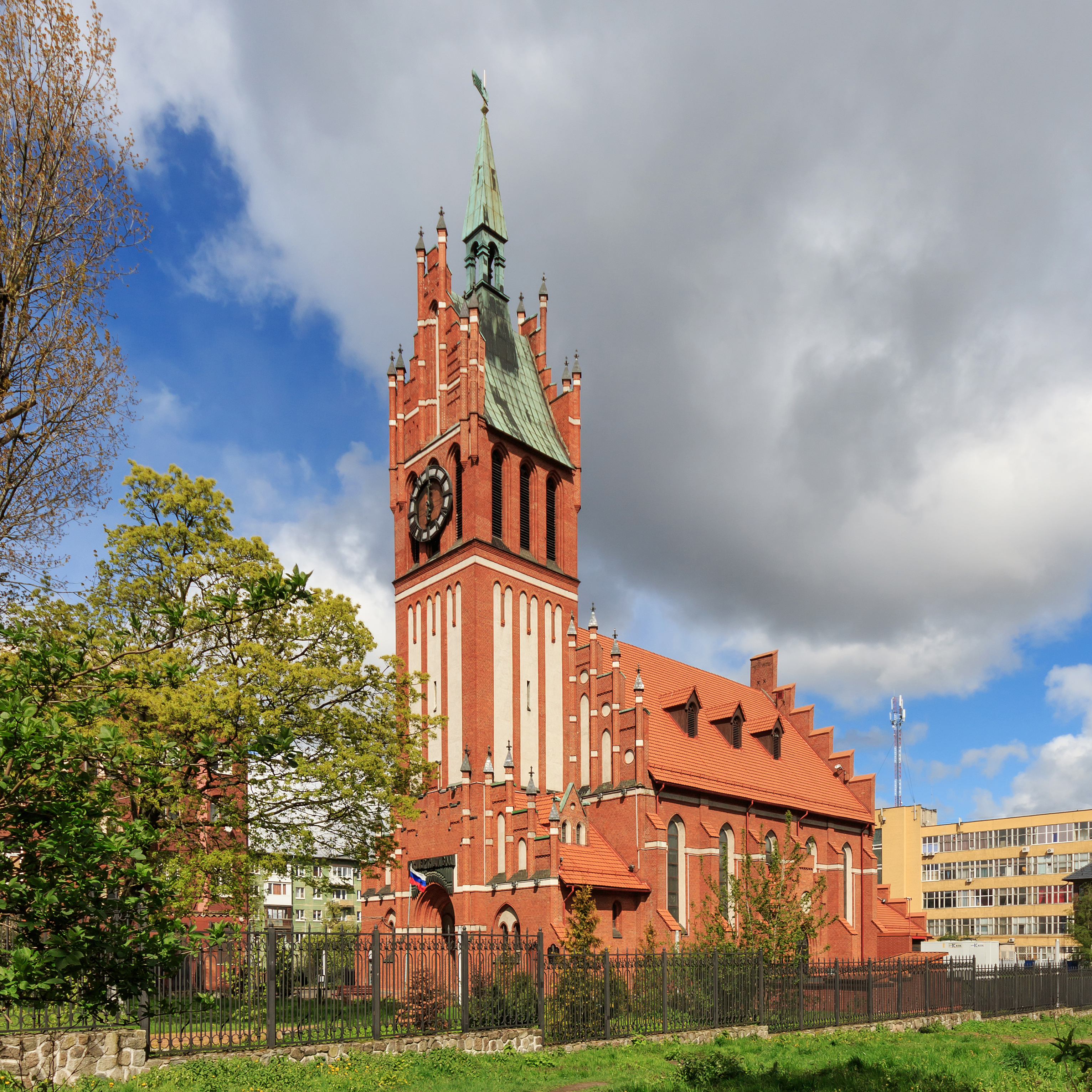
Dawny kościół Świętej Rodziny, widok obecny

Kościół Świętej Rodziny w Królewcu – dawny katolicki kościół parafialny w południowej części miasta, wybudowany w stylu neogotyckim, obecnie sala koncertowa filharmonii.
Powstał jako trzecia od czasów reformacji w Królewcu katolicka świątynia parafialna (niem. Kirche zur Heiligen Familie), w dawnej dzielnicy Haberberg, przy ul. Oberhaberberg. Obecnie jest to ul. Chmielnickiego 61a (ros. ul.Chmielnickogo – ул. Хмельницкого). Nazwa ros. kircha Swjatogo semejstwa – Кирха Святого cемейства.
Został wzniesiony w latach 1904–1907 według projektu Fritza Heitmanna jako ceglana trójnawowa hala z niższym, pięciobocznie zamkniętym prezbiterium i 57-metrową wieżą. Wnętrze kryte jest sklepieniem gwiaździstym, wspartym na smukłych ośmiobocznych granitowych filarach. Obok znajdował się klasztor i szpital sióstr katarzynek. II wojnę światową przetrwał niemal nieuszkodzony, z wyjątkiem ostrzelanej górnej partii wieży, chociaż większość otaczającej zabudowy przestała istnieć. Po wojnie służył jako lazaret wojskowy, następnie magazyn. Budynek odrestaurowano w latach 1978–1980 (projekt Pawła Gorbacza) jako salę koncertową Filharmonii Kaliningradzkiej (ros. Kaliningradskaja obłastnaja fiłarmonija – Калининградская областная филармония), liczącą 400 miejsc. Wkrótce zamontowano 44-głosowe organy, mające 3600 piszczałek (firma Rieger-Kloss z Karniowa w Czechach. Witraże projektował J. Smirnjagin. Zegar zamontowany na wieży pochodzi z wówczas nieużytkowanego kościoła Świętego Krzyża. Filharmonia organizuje doroczne festiwale organowe.
W 1938 roku proboszczem został ks. Paul Hoppe, który pozostał w Królewcu aż do wysiedlenia w 1947 roku. W 1992 roku odrodziła się parafia Świętej Rodziny, jednak nie udało się rewindykować kościoła. Parafia skupiająca katolików głównie pochodzenia litewskiego i niemieckiego korzysta z prowizorycznych zabudowań, wzniesionych nad brzegiem Pregoły, w pobliżu dawnego Szpitala Lipnickiego (ul. Lesopilnaja, ros. ул. Лесопипьная).